# Byrknes
Byrknes is een plaats in de Noorse gemeente Gulen, provincie Vestland. Byrknes telt 279 inwoners (2007) en heeft een oppervlakte van 0,61 km².